# Phyllomacromia congolica
Phyllomacromia congolica – gatunek ważki z rodziny Macromiidae.